# حكومة بولنت أجاويد الرابعة
حكومة بولنت أجاويد الرابعة أو حكومة الجمهورية التركية الـ56 (بالتركية: Türkiye Cumhuriyeti 56. Hükümeti)‏ هي حكومة شُكلت في (11 يناير 1999 - 28 مايو 1999)، كانت حكومة أقلية انتقالية بقيادة بولنت أجاويد زعيم حزب اليسار الديمقراطي.

## الخلفية
اقتضت نتائج انتخابات عام 1995 سلسلة من الحكومات الائتلافية، وكلها كانت غير مستقرة. وأخيرًا، طُلب من بولنت أجاويد، زعيم حزب اليسار الديمقراطي، تشكيل حكومة أقلية لتعمل كحكومة انتقالية حتى إجراء انتخابات جديدة. على الرغم من أن حزب اليسار الديمقراطي هو الطرف الرابع الذي تم قياسه بالمقاعد، فقد وعد الآخرون بدعم حكومته دون المشاركة بشكل رسمي فيها.

## القائمة
| المنصب                         | الاسم                                         |
| ------------------------------ | --------------------------------------------- |
| رئيس الوزراء                   | بولنت أجاويد                                  |
| وزير الدولة ونائب رئيس الوزراء | حسام الدين أوزكان                             |
| وزير الدولة ونائب رئيس الوزراء | حكمت أولوغباي                                 |
| وزير الدولة                    | شكرو غوريل                                    |
| وزير الدولة                    | مصطفى يلماز                                   |
| وزير الدولة                    | ايدن تومن                                     |
| وزير الدولة                    | حسن جميجي                                     |
| وزير الدولة                    | فكرت أونلو                                    |
| وزير العدل                     | سلجوك أوزكيت                                  |
| وزير الدفاع الوطني             | حكمت سامي ترك                                 |
| وزير العلاقات الداخلية         | جاهد بياز                                     |
| وزير العلاقات الخارجية         | إسماعيل جيم                                   |
| وزير المالية                   | زكريا تميزل 11 أكتوبر 1999 - 24 فبراير 1999   |
| وزير المالية                   | نامي جاغان 24 فبراير 1999 - 28 مايو 1999      |
| وزير التربية الوطنية           | متين بستانجي أوغلو                            |
| وزير الأشغال العامة والتسوية   | علي ايليكسوي                                  |
| وزير الصحة                     | مصطفى قاراهان                                 |
| وزير المواصلات                 | حسن اكتان                                     |
| وزير الزراعة والشؤون الريفية   | محمود إيردير                                  |
| وزير العمل والضمان الاجتماعي   | إبراهيم جاغان 11 أكتوبر 1999 - 24 فبراير 1999 |
| وزير العمل والضمان الاجتماعي   | هاكان تارتان 24 Şubat 1999-28 Mayıs 1999      |
| وزير التجارة والصناعة          | متين شاهين                                    |
| وزير الطاقة والموارد الطبيعية  | أحمد اكتاش                                    |
| وزير الثقافة                   | استميحان تالاي                                |
| وزير السياحة                   | أحمد تان                                      |
| وزير البيئة                    | فوزي ايتكين                                   |
| وزير الغابات                   | عارف سيزر                                     |